# Митне декларування
Митне декларування — подання відомостей митним органам про всі товари і транспортні засоби, що переміщуються через митний кордон.

## Митна декларація
Узагальнене поняття, яке використовується під час проведення митного оформлення товарів, що переміщуються через митний кордон України. Загальним для них всіх різновидів митних декларацій є те, що по перше, це заява встановленої форми в якій зазначено інформацію необхідну виключно для проведення митного оформлення. До такої інформації, як правило відносять: 
миту переміщення товарів через митний кордон України, саме вона визначає сукупність митних формальностей та порядок їх використання, тобто митну процедуру;
відомості про товари, умови і способи їх переміщення через митний кордон України;
відомості щодо нарахування митних платежів, необхідних для застосування цієї процедури.
В залежності від мети та способу переміщення розрізняють:
митну декларацію на бланку єдиного адміністративного документа яка заповнюється на переміщення товарів, митна вартість яких перевищує суму, еквівалентну 150 євро; товарів, які підлягають державному експортному контролю та переміщення яких через митний кордон України згідно із законодавством потребує надання відповідного дозволу чи висновку; товарів, які ввозяться на митну територію України і підлягають державній реєстрації відповідно до законодавства; товарів, які поміщуються в митні режими митного складу, вільної митної зони, безмитної торгівлі, переробки на митній території України, переробки за межами митної території України та після перебування у таких митних режимах поміщуються в інші митні режими.
або митної декларації М-16, яка заповнюється для товарів що переміщуються в почтових та експрес відправленнях;
або митної декларації для письмового декларування товарів, що переміщуються через митний кордон України громадянами для особистих, сімейних та інших потреб, не пов’язаних з провадженням підприємницької діяльності;
або митної декларації транскордонного переміщення фізичними особами валютних цінностей, яка заповнюється на переміщення фізичними особами валюти України, іноземної валюти та банківських металів у сумі, що дорівнює або перевищує еквівалент 10 тисяч євро, а також для письмового декларування фізичними особами платіжних документів та цінних паперів (акцій, облігацій, купонів до них, векселів (тратт), боргових розписок, акредитивів, чеків, банківських наказів, депозитних сертифікатів, інших фінансових та банківських документів), виражених у валюті України, в іноземній валюті або банківських металах [ПКМ Деякі питання транскордонного переміщення фізичними особами валютних цінностей № 203 від 27.02.2019 ];
або митноїа декларації окремого типу, яка заповнюється на товари, що переміщуються або підлягають переміщенню у режимі спільного транзиту єдиним транспортним засобом від однієї митниці відправлення або одного авторизованого вантажовідправника до однієї митниці призначення або одного авторизованого вантажоодержувача в окремому вантажному місці або іншому пакунку, контейнері чи транспортному засобі комерційного призначення. [ПКМУ Деякі питання, пов’язані із застосуванням митних декларацій окремих типів від 5 серпня 2020 р. № 681 ]

## Декларація митної вартості
Декларація митної вартості — документ, що подається декларантом разом з митною декларацією і містить відомості щодо митної вартості товарів, які переміщуються через митний кордон України чи стосовно яких змінюється митний режим.
Правила заповнення декларації митної вартості визначаються наказом Міністерства фінансів України 24.05.2012 № 599.
Декларація митної вартості подається в усіх випадках митного оформлення товарів, крім:
1. переміщення через митний кордон України партії товарів, митна вартість якої не перевищує еквівалент 5 тис. євро;
2. заявлення товарів у митний режим переробки на митній території України;
3. заявлення товарів в інший митний режим, відповідно до якого товари не підлягають обкладенню податками і зборами;
4. митного оформлення товарів, які відповідно до законодавства підлягають обкладенню тільки митними зборами;
5. ввезення за одним договором (контрактом), від одного відправника (експортера), на адресу одного одержувача (імпортера) ідентичних товарів, щодо яких митним органом приймалося рішення про визначення їх митної вартості у разі, коли така вартість залишається незмінною;
6. переміщення товарів підприємствами, щодо яких застосовується спрощений режим митного контролю та митного оформлення або режим найбільшого сприяння.

ДМВ подається до підрозділу митного оформлення, що проводить митне оформлення товарів, одночасно з вантажною митною декларацією та іншими необхідними для митного оформлення документами.
ДМВ складається з основного аркуша, який містить дві частини і заповнюється на товари одного — трьох найменувань. За наявності в партії товарів більше трьох найменувань використовуються додаткові аркуші, кожний з яких заповнюється за формою, яка відповідає частині другій основного аркуша. Додаткові аркуші можуть бути використані тільки в тому разі, якщо всі дані, заявлені в першій частині основного аркуша ДМВ, повною мірою стосуються й товарів, зазначених у додаткових аркушах цієї ДМВ.|2]]
Митна вартість товарів, що ввозяться (імпортуються) на митну територію України, заявляється шляхом подання декларації митної вартості за формою ДМВ-1 або ДМВ-2 за умови, що ці товари ввозяться із застосуванням відповідного митного режиму або попередньо заявлений митний режим щодо таких товарів змінюється на інший, який передбачає обкладення цих товарів податками і зборами (обов'язковими платежами).
Декларація митної вартості за формою ДМВ-1 подається для заявлення митної вартості товарів, яка визначена шляхом застосування методу оцінки за ціною угоди щодо товарів (метод 1), за формою ДМВ-2 — при застосуванні інших методів визначення митної вартості (від методу 2 до методу 6)